# Aeroporto de Eindhoven
O Aeroporto de Eindhoven (IATA: EIN, ICAO: EHEH) é um aeroporto regional localizado a 4 milhas náuticas a oeste da cidade de Eindhoven, nos Países Baixos. É o segundo maior aeroporto neerlandês em termos de passageiros atendidos, com 1,6 milhões passageiros em 2008, atrás de Schiphol, que recebe mais de 46 milhões de passageiros. O aeroporto é utilizado para o tráfego civil e militar. É a sede do Comando Europeu de Transporte Aéreo.

## História

### Fundação
A história do Aeroporto de Welschap, como era chamado antes, remete a 1921, quando foram lançadas as primeiras propostas para construção de uma infraestructura aeroportuária próxima a Eindhoven. Porém, as propostas só se concretizaram na década seguinte. A obra de construção do aeroporto começou em 1931, durante a crise financeira dos anos 1930, e durou um ano e meio. Após o término da construção, o Aeroporto de Welschap foi oficialmente fundado como um aeroporto civil em 10 setembro de 1932.

### Segunda Guerra Mundial

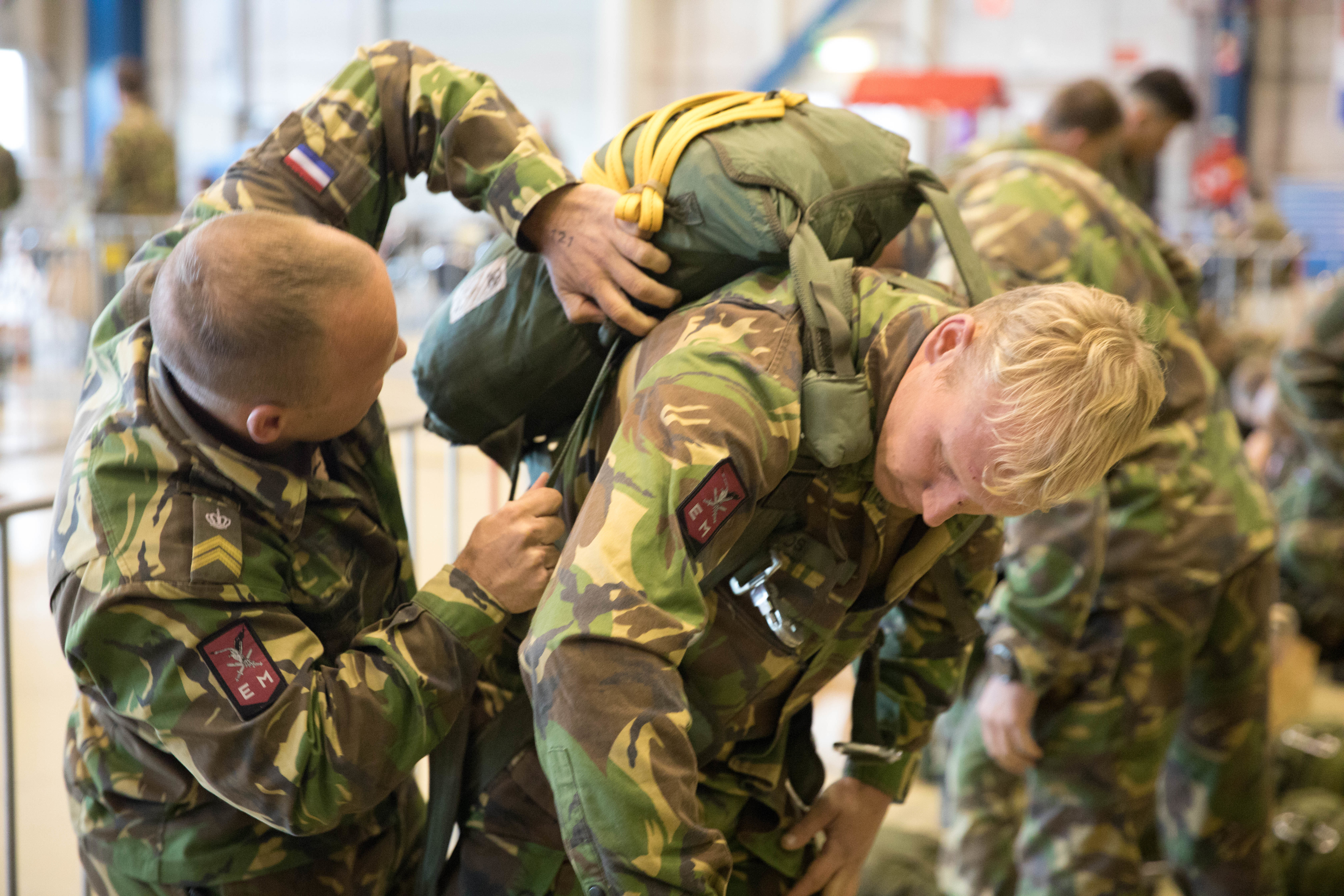
Paratropas holandeses preparam seus paraquedas durante o 75.º aniversário da Operação Market Garden

Em antecipação da ocupação alemã dos Países Baixos a Real Força Aérea Neerlandesa tomou o controle do Welschap em 1939 e bloqueou a pista. Após a capitulação dos Países Baixos no ano seguinte, a Luftwaffe ocupou o aeroporto. O aeroporto foi ampliado por eles e passou a ter uma função militar.
Durante a fase final da Segunda Guerra Mundial, mais precisamente em 1944, o Fliegerhorst Welschap foi bombardeado pelos aliados durante a Operação Market Garden, resultando em seu abandono pela Luftwaffe. Foi depois capturado por paraquedistas americanos. Um bombardeio pela Luftwaffe em 1945 causou grande danos, mas o aeroporto foi logo depois restaurado pela RAF. Sob o codinome B-78 passou a ser utilizado pelos aliados.

### Pós-guerra

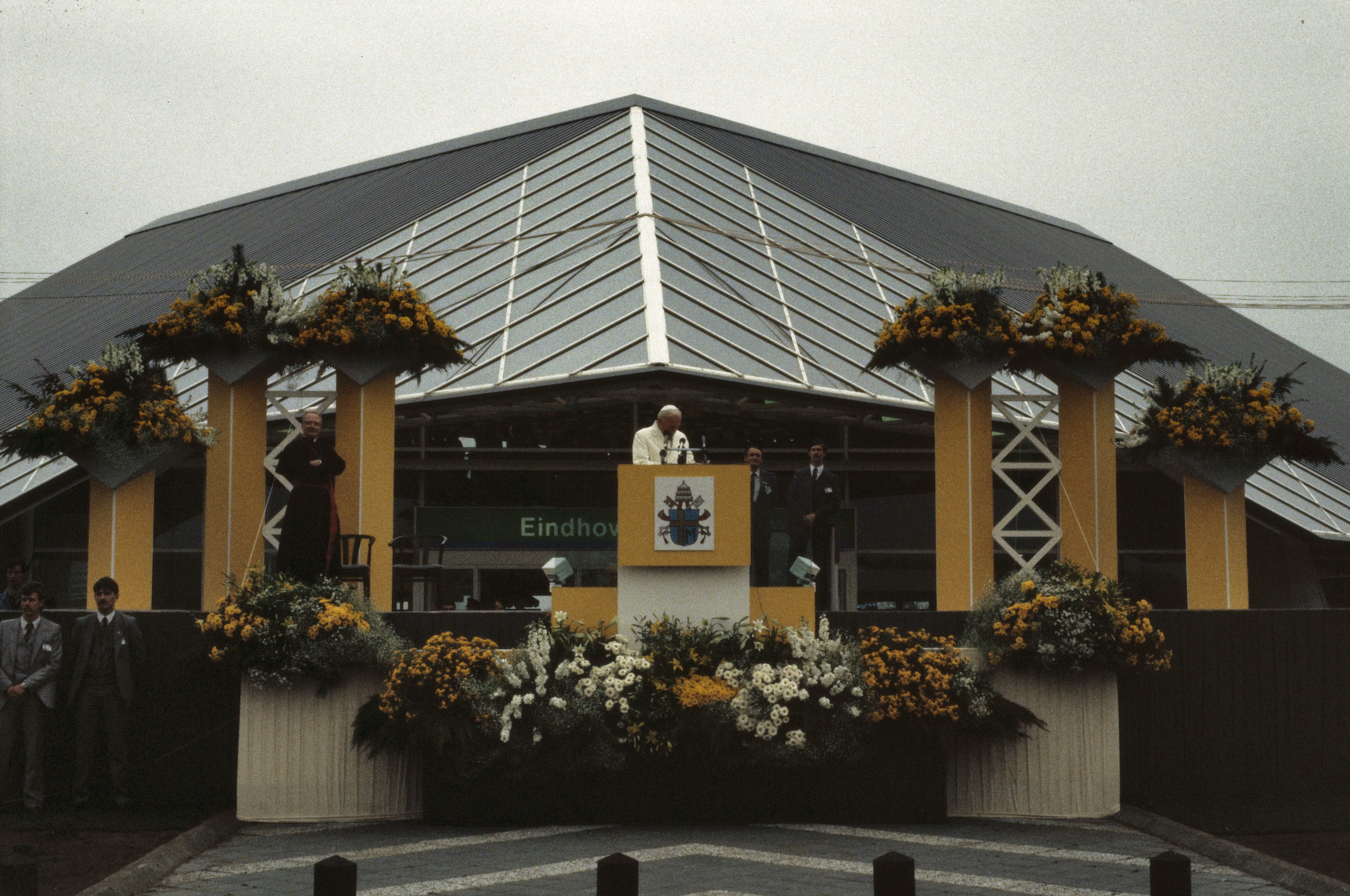
O papa João Paulo II no Aeroporto de Eindhoven

Após a guerra, o aeroporto esteve sob controle da RAF até 1948. Em 1952, o Welschap passou a ser adminstrado pela Real Força Aérea Neerlandesa, que desde então mantém uma base militar no aeroporto.
Aproximadamente trinta e dois anos depois, mais precisamente em 1984, foi construído um terminal para passageiros. Após a sua conclusão, o príncipe Claus van Amsberg realizou no dia 30 de agosto do mesmo ano a cerimônia oficial de inauguração do novo Aeroporto de Eindhoven. No ano seguinte, os Países Baixos receberam a ilustre visita do Papa João Paulo II após ele ter desembarcado no Aeroporto de Eindhoven.

### Século XXI
Após a tragédia do voo MH17 da Malaysia Airlines em 2014, os restos mortais de passageiros neerlandeses foram depois levados para o Aeroporto de Eindhoven.
Aproximadamente nove anos depois, mais precisamente em 20 de agosto de 2023, em sua segunda visita aos Países Baixos, o Presidente ucraniano Volodymyr Zelensky foi ao aeroporto e foi recebido pelo Primeiro-ministro Mark Rutte e outros membros do governo e, também por membros das Forças Armadas dos Países Baixos. Em seguida, Zelensky recebeu um visita guiada pelo hangar onde os caças F-16 dos Países Baixos estão estacionados.

## Companhias aéreas e destinos
| Companhia | Destinos |
| --------- | --- |
| Ryanair   | Agadir (Começa 17 julho 2018), Alicante, Athens (Começa 4 Setembro 2018), Bergamo, Bologna, Bratislava (Começa 1 Junho 2018), Brindisi, Catania, Dublin, Edinburgh, Faro, Fes, Girona, Gran Canaria, Kraków, Lanzarote, Lisboa, London–Stansted, Madrid, Málaga, Malta, Manchester, Marrakesh, Marseille, Murcia, Naples, Palma de Mallorca, Pisa, Porto, Prague, Reus, Riga (Começa 1 Julho 2018), Rome–Ciampino, Seville, Sofia, Tenerife–South, Thessaloniki, Treviso, Valencia, Warsaw–Modlin Seasonal: Alghero, Chania, Corfu, Ibiza |
| Transavia | Alicante, Atenas, Barcelona, Bolonha, Copenhague, Faro, Grão Canária, Cracóvia (Começa 9 Outubro 2018), Lançarote, Lisboa, Málaga, Marraquexe, Nice, Praga, Sevilha, Estocolmo–Arlanda, Telavive-Ben Gurion, Tenerife–Sul, Valência Sazonal: Alânia, Antália, Heraclião, Ibiza, Insbruque, Cós, Palma de Maiorca, Rodes, Rijeka (Começa 5 Julho 2018), Salzburgo, Corfu, Zacinto Sazonal Charter: Sharm el Sheikh (Inicia 2 Julho 2018), Hurgada (inicia 3 Julho 2018), Marsa Alam (inicia 4 Julho 2018\ encerra 1 Setembro 2018)         |
| Wizz Air  | Belgrado, Bucareste, Budapeste, Cluj-Napoca, Debrecen, Gdańsk, Iași (Começa 8 Julho 2018), Katowice, Kaunas, Lublim, Posnânia, Riga, Escópia, Sófia, Tuzla, Varna, Viena (Começa 2 Julho 2018), Vilnius, Warsaw–Chopin, Wrocław |

## Uso militar
- 334º Esquadrão com McDonnell Douglas KDC-10, McDonnell Douglas DC-10, Gulfstream IV e Fokker 50
- 336º Esquadrão com C-130 Hercules
- 940º Esquadrão de Apoio à Manutenção
- 941º Esquadrão de Apoio Geral
- Centro Europeu de Coordenação de Movimentação da OTAN
- Comando Europeu de Transporte Aéreo

Desde 1º de julho de 2007, o Aeroporto de Eindhoven é a sede do Centro Europeu de Coordenação de Movimentação da OTAN (NATO Movement Coordination Centre Europe), uma fusão do antigo Centro de Transporte Aéreo Europeu (European Airlift Centre), estabelecido pelo Grupo Aéreo Europeu (European Air Group-EAG), e o Centro de Coordenação Marítima (Sealift Coordination Centre-SCC). Os países fundadores do MCCE são: Alemanha, Bélgica, Canadá, Dinamarca, Eslovênia, Espanha, França, Hungria, Itália, Letônia, Noruega, Países Baixos, Reino Unido, Suécia e Turquia. O Centro é composto por 30 profissionais civis e militares das nações participantes.
Em julho de 2008, a RTV Oost, um canal de TV local, relatou que o governo neerlandês estaria estudando a possibilidade de transferir os voos militares de Eindhoven para o Aeroporto Enschede, de Twente, uma antiga base aérea atualmente pouco utilizada. A eventual mudança envolveria os Esquadrões 334 e 336 atualmente sediados em Eindhoven com o objetivo de dispor de mais espaço para os voos civis e para manter o Aeroporto de Twente aberto como uma base aérea militar.
O Aeroporto de Eindhoven sedia, a partir do ano de 2010, o Comando Europeu de Transporte Aéreo, que é composto por sete nações européias que compartilham recursos militares aéreos em um único comando operacional.

## Acesso ao aeroporto
O Aeroporto de Eindhoven está localizado à saída da auto-estrada A2, que permite ligação direta com o oeste e com o sul do país, incluindo as cidades de Amsterdã, Utrecht e Maastricht. O aeroporto também é servido por duas linhas de ônibus de Eindhoven.
- A linha 401 é de um BRT que conecta o aeroporto ao centro de Eindhoven e sua estação ferroviária. A frequência do serviço varia de duas vezes por hora à noite até seis vezes no horário de pico.[13]
- A linha 145 vai da estação ferroviária da cidade de Best ao aeroporto e à estação de Eindhoven passando pelo distrito de Woensel-Norte. Este ônibus circula a cada meia hora nos dias de semana e a cada hora à noite e aos domingos.[14]

## Incidentes e acidentes
- Em 15 de julho de 1996, um C-130 Hercules da Força Aérea Belga caiu no aeroporto. A aeronave pegou fogo provocando a morte de 34 dos 41 ocupantes.[15]